# ドゥーフ・ハルマ

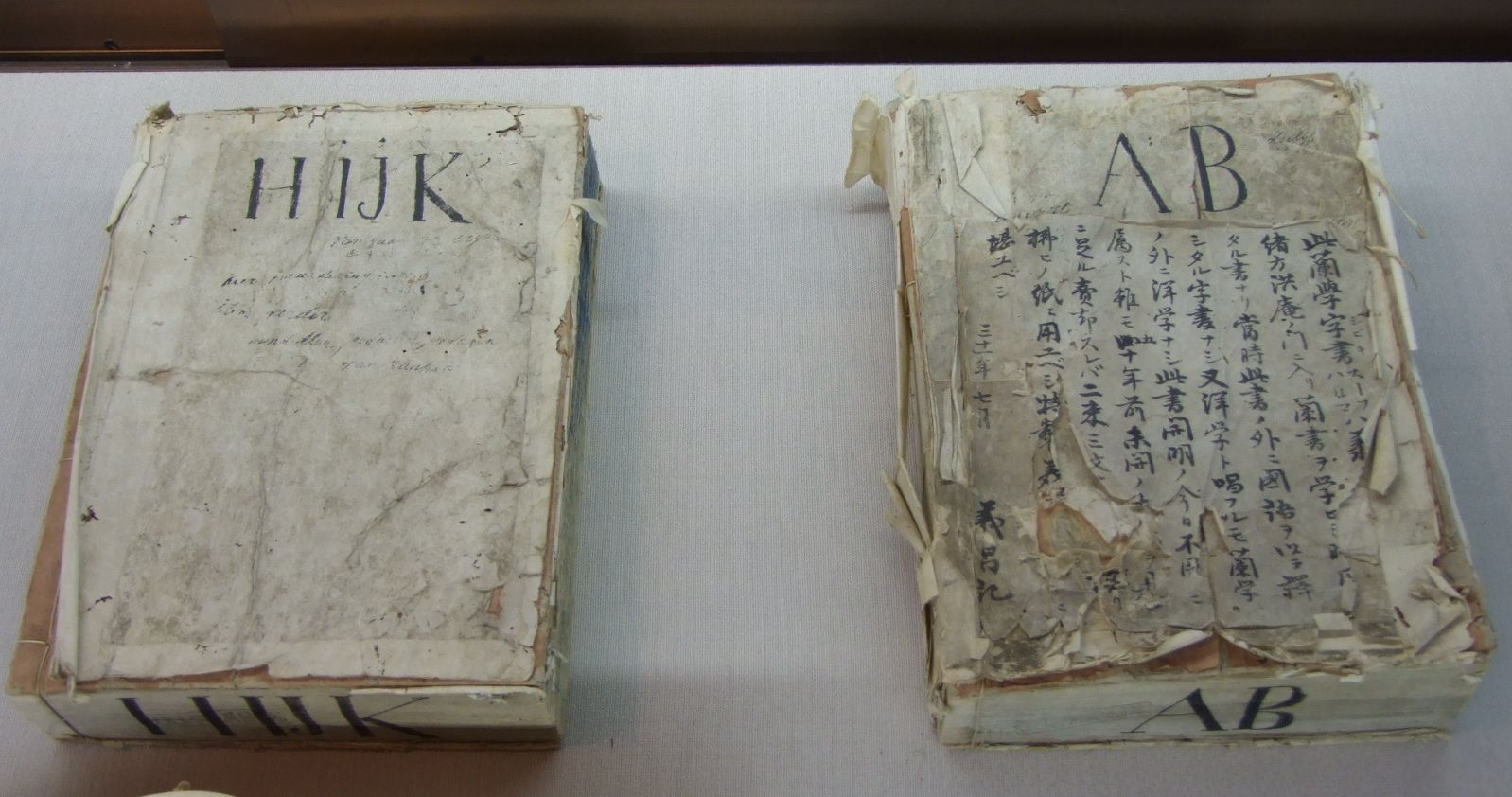
適塾所蔵『ヅーフ・ハルマ』

『ドゥーフ・ハルマ』（Doeff-Halma Dictionary, 通布字典、道訳法児馬、道訳波留馬、道富波留麻、ヅーフ・ハルマまたはズーフ・ハルマとも表記される）は、江戸時代後期に編纂された蘭和辞典。通称『長崎ハルマ』。『道富ハルマ』と呼称されたこともある。1833年完成。『ハルマ和解』（江戸ハルマ）と同じくフランソワ・ハルマ（François Halma）の『蘭仏辞書』をベースに作成されたもので、約50,000語を収録。全58巻。

## 発行の歴史
『ドゥーフ・ハルマ』は、祖国がフランスの支配下にあったため帰国が叶わず長崎の出島滞在が長期化していたオランダ商館長ヘンドリック・ドゥーフの著とされる。当初は私的に作成していたものだったが、通詞の語学力向上を目的とした幕府からの要請を受け 中山作三郎・吉雄権之助（介?）・山時十郎（西儀十郎?）・石橋助十郎ら長崎通詞11人の協力を得て1816年から本格的な編纂が開始された。翌年にドゥーフはオランダへ帰国したが、それまでにAからTまでの作業を終えていた。以後は通詞たちが引き継ぎ、1833年(天保4年)に完成した。
辞典の作成方法は『ハルマ和解』と同じく、『蘭仏辞書』（Nieuw Woordenboek der Nederduitsche en Freansche Taalen. Dictionnaire Nouveau Flamand & François, 第2版、1729年出版）のフランス語部分を無視し、アルファベット順に並んだオランダ語にひとつずつ日本語の対訳をつけることで効率良く辞書の体裁を整えた。ただし、『ドゥーフ・ハルマ』は文語よりも口語を重視して記載し、豊富な文例も収録されている。
『ドゥーフ・ハルマ』の複製は印刷手法を用いず写本のみで行われたため出版数は33部前後と少なく、総頁数が3,000を越えたこともあって貴重だった。また、この清書には島津重豪から寄贈された大奉書紙が用いられたともあり、大変高価だったと推測される。

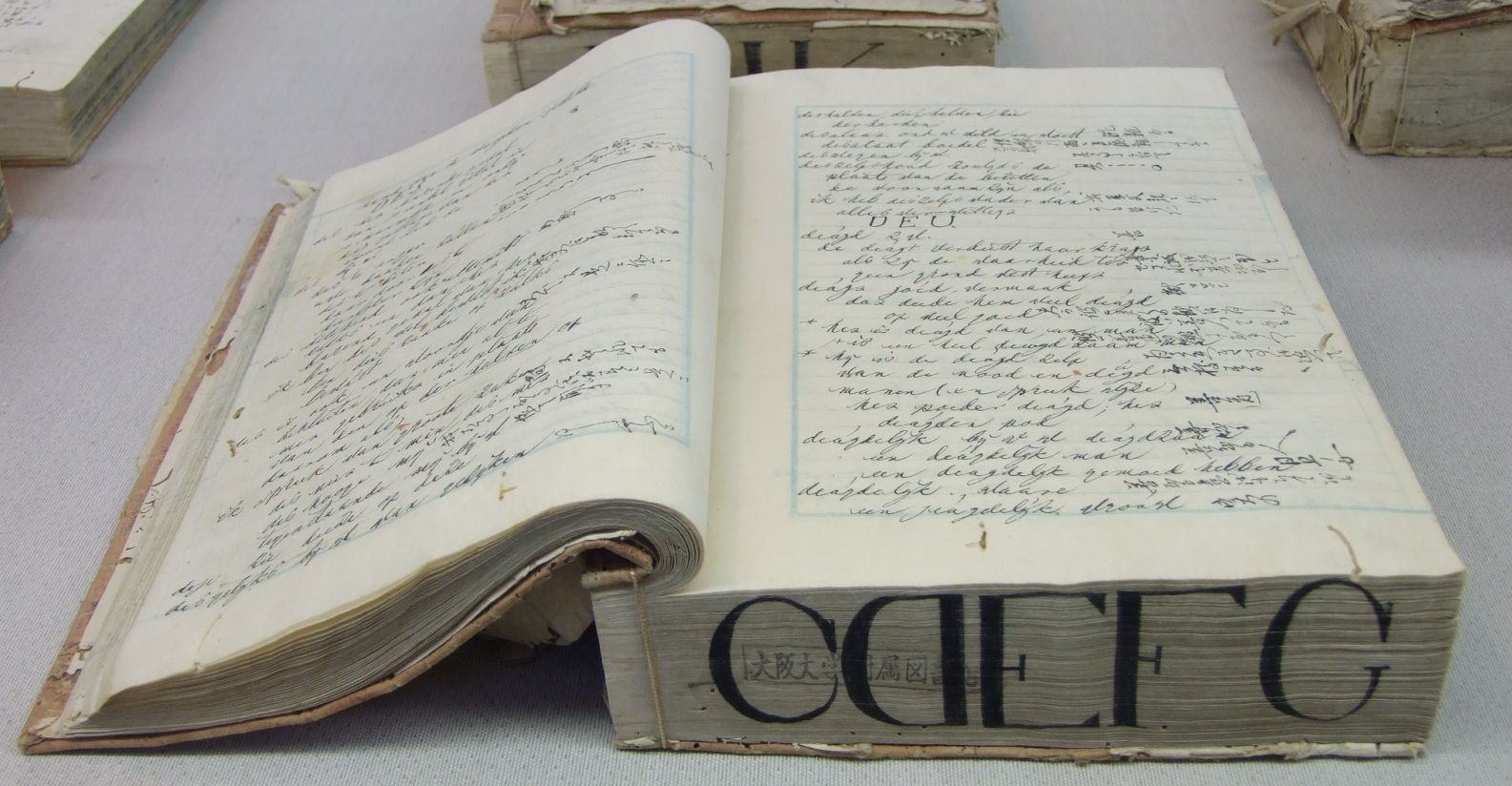
C-G冊

『ドゥーフ・ハルマ』は長崎奉行を通じて幕府に献上され、また幾つかの藩に融通された。しかし、西洋に関する情報が流布することを嫌った幕府は、一般向けの出版をなかなか許可しなかった。奥医師にして蘭学者の桂川甫周らは、西洋技術の導入において必要不可欠と強く幕府に働きかけ、1853年のペリー来航ショックも手伝い1854年になってやっと刊行が認められた。さらに1855年には『Nedreduitsch Taalkundig Woordenboek 1799-1811』（P Weiland著）など他の辞書を参照しつつ校訂・補強が加えられ、約50,000語を抽出した『和蘭字彙』（おらんだじい）が校訂刊行された。

## 逸話
1849年、松代藩士で蘭学者の佐久間象山は藩費、場合によっては家禄を返上し費用に充てる覚悟で『ドゥーフ・ハルマ』を出版する計画を立て、藩主真田幸貫に「攘夷の策略に関する藩主宛答申書」を上奏して外国に対抗するために語学と技術習得を広める重要性を説いた。この際、象山は『ドゥーフ・ハルマ』A 項に19世紀の新語を加えたプロトタイプ『増訂荷蘭語彙』を寄稿している。しかし、象山の意見は理解を得られず、出版は実現しなかった。
蘭学修行を志した25歳の勝海舟は、貧窮にもめげず赤城玄意という蘭医から『ドゥーフ・ハルマ』を年10両（約120〜130万円に相当）で借り受け、滲まないインクや鳥の羽根を削ったペンを自作しながら1年がかりで写本2部を製作した。このうち1部を30両で売り払い借り賃と生活費に充て、もう1部を生涯にわたって愛用した。なお、この写本を買ったのは師である永井青崖という説があり、その金額も30両とも60両とも言われている。
貴重な『ドゥーフ・ハルマ』は当時最高の蘭塾と評判の高かった緒方洪庵の適塾にも一部しか無く、わざわざ「ヅーフ部屋」と呼ばれる3畳程の別室に保管された。塾生が辞書を用いるに争う様を福澤諭吉は述懐している。また、外部から申し込まれる写本の依頼は、塾生たちの良い収入源ともなっていた。
宇田川榛斎に学んだ坪井信道も『ドゥーフ・ハルマ』を写本したと伝わる。
伊東玄朴の蘭学塾「象先堂」にあった『ドゥーフ・ハルマ』全21巻を佐野常民が勝手に持ち出し30両で質入してしまったと言われている。しかし高橋克彦は、自著『火城』（PHP研究所、ISBN 4-041704-103）でこの伝聞に疑問を呈している。
1862年には、『ドゥーフ・ハルマ』や『ハルマ和解』などの蘭日字典と、英蘭蘭英辞典『A New Pocket Dictionary of the English-Dutch and Dutch-English Languages』（H.Picard著、1857年版）から日本初の英和-和英辞典『英和対訳袖珍辞書』が編纂された。

## 蔵書
- 高野長英記念館（岩手県奥州市水沢区）[4]
- 千葉県立佐倉高等学校地域交流棟「鹿山文庫」（『ハルマ和解』も蔵書）[23]
- 神田外語大学附属図書館[24]
- 早稲田大学洋学文庫[25]蔵書は坪井信道と塾生が書写したものと思われる。
- 静岡県立中央図書館葵文庫[11]
- 金沢大学附属図書館[26]
- 大垣市立図書館[27]
- 京都外国語大学付属図書館[14]
- 適塾（適塾史跡公園－大阪市中央区）。ただし、塾に元からあった『ヅーフ・ハルマ』は洪庵が江戸に移り住む際の混乱にて紛失されてしまい伝わっていない。現在展示されているものは浜松藩士の塾生岡村義理の義理の息子に当たる岡村義昌の蔵書が寄贈されたもの。全7冊中2冊は現存しない[1]。
- 香川大学図書館神原文庫[9]

## 出版
- （復刻）『道訳法児馬』第1〜7巻 ゆまに書房 ISBN 4-89714-257-1 , ISBN 4-89714-258-X , ISBN 4-89714-259-8 , ISBN 4-89714-260-1 , ISBN 4-89714-261-X , ISBN 4-89714-262-8 , ISBN 4-89714-263-6
- （マイクロフィルム）『初期日本・蘭仏独露語文献集』 雄松堂[28]